# Sierszeniska
Sierszeniska [ɕɛrʂɛˈniska] là một khu định cư ở khu hành chính của Gmina Szczecinek, thuộc huyện Szczecinecki, Zachodniopomorskie, ở phía tây bắc Ba Lan.
Nó nằm khoảng 8 kilômét (5 mi) về phía đông nam của Szczecinek và 147 km (91 mi) về phía đông của thủ đô khu vực Szczecin.